# Samwel Mwangi
Pour les articles homonymes, voir Mwangi.
Samwel Mwangi, né le 2 février 1984 à Eldoret, est un coureur cycliste kényan.

## Biographie
Alors qu'il effectue son métier de chauffeur de taxi, Samwel Mwangi fait la rencontre de l'homme d'affaires singapourien Nicholas Leong, passionné de cyclisme et fondateur de la structure Kenyan Riders, qui l'incite à commencer la compétition,. 
Lors du Tour du Rwanda 2007, il se révèle en remportant une étape devant Adrien Niyonshuti. Il continue ensuite à courir sur le circuit continental africain, notamment avec l'équipe nationale du Kenya. 
En 2016, il pratique le cyclisme à temps plein avec l'équipe continentale Kenyan Riders Downunder. Bon grimpeur, il termine notamment onzième du Tour de Florès et treizième du Tour de Singkarak. Il est cependant victime d'une grave chute au mois de novembre sur le Tour du Rwanda. Fracturé au niveau du fémur, il subit également une section de l'artère fémorale qui contraint les médecins à l'amputer de sa jambe gauche,. Seulement un mois plus tard, il annonce vouloir continuer la compétition, avec en vue les prochains Jeux paralympiques.

## Palmarès
- 2007
  - 7e étape du Tour du Rwanda
- 2010
  - Rhino Race
- 2016
  - 3e étape du Tour de Machakos
  - 2e du Tour de Machakos

## Classements mondiaux
| Année           | 2011 | 2012 | 2013 | 2014 | 2015 | 2016 |
| --------------- | ---- | ---- | ---- | ---- | ---- | ---- |
| UCI Africa Tour | 202e |      |      |      |      |      |
| UCI Asia Tour   |      |      |      |      |      | 565e |